# Pascal Olmeta
Pascal Olmeta (Bastia, 7 de abril de 1961) é um ex-futebolista francês que atuava como goleiro.

## Carreira em clubes
Revelado pelo INF Vichy, que também lançou para o futebol o atacante Jean-Pierre Papin, Olmeta disputou 14 partidas pelo clube em uma temporada. Foi o suficiente para chamar a atenção do Bastia, maior time de sua cidade natal, que o contratou em 1981. No total, foram 45 partidas pela equipe da Alta Córsega.
Entre 1984 e 1990, teve passagens destacadas por Toulon (76 jogos) e Matra Racing (138 partidas) até ser contratado pelo Olympique de Marseille, sendo titular até 1993, quando Fabien Barthez herdou a vaga. Durante o período, conquistou três títulos (entre eles a Liga dos Campeões da UEFA de 1992–93, já como reserva de Barthez). No total, fez 84 jogos na equipe.
Liberado pelo Marseille, Olmeta teve ainda outra passagem destacada, agora pelo Lyon, onde embora não tivesse levado nenhum título pelos Gones, onde realizou 131 partidas, marcando seus dois únicos gols como profissional. Sob comando de Jean Tigana e Guy Stéphan, tornou-se querido pela torcida lionesa.
Contratado pelo Espanyol em 1997, Olmeta não disputou nenhuma partida oficial pela equipe de Barcelona, em sua única experiência fora de seu país. Voltaria ao futebol francês no mesmo ano para defender o Gazélec Ajaccio, onde encerraria a carreira em 1999, aos 38 anos.

## Seleção
Embora tive tivesse defendido as equipes amadora, Sub-21 e B da França (onde atuou em 7, 5 e 2 jogos, respectivamente), Olmeta nunca disputou partidas oficiais pela seleção principal dos Bleus. Esteve próximo de participar da Eurocopa de 1992 como terceiro goleiro, mas Michel Platini optou em levar apenas  Bruno Martini e Gilles Rousset para a competição (foi a última edição em que 20 jogadores seriam convocados).
Teve maior sucesso defendendo a equipe de beach soccer, onde jogou ao lado de outro ídolo do futebol francês, Éric Cantona. Ambos estiveram no time vice-campeão mundial da modalidade em 2001. Levou ainda o prêmio de melhor goleiro da competição.
Ainda chegou a jogar 3 partidas pela seleção da Córsega entre 1989 e 1993, com um gol marcado.

## Vida pessoal
Em 2004, participou da primeira edição do reality show La Ferme Célébrités, saindo como vencedor do programa, produzido pela Endemol e exibido pela TF1.
No mesmo ano, casou-se com Séverine, com a qual teve dois filhos, Cassandra (nascida em 6 de janeiro de 2002) e Lisandru (nascido em agosto de 2005). O ex-goleiro já tinha uma filha mais velha, Joana (nascida em 1985, de um casamento anterior).
Ele ainda fundou, em 2006, a fundação "Un sourire, un espoir pour la vie" (em português, "um sorriso, uma esperança para a vida"), juntamente com Francesco Biddau. Alex Ferguson, Éric Cantona, o ator Christophe Maé e a princesa Stéphanie do Mónaco estão entre os que apoiam o projeto.
Em 2016, foi muito criticado após um vídeo de 2011 mostrá-lo atirando em um elefante no Zimbabwe e posando ao lado do corpo do animal. Ele alegou que havia atirado no elefante devido à superpopulação no país, e que a renda da caça seria usada para ajudar a população local.

## Títulos
Olympique de Marseille
- Liga dos Campeões da UEFA: 1992–93
- Division 1: 1990–91, 1991–92
- Troféu Joan Gamper: 1991

INF Vichy
- Copa Gambardella: 1980

### Individuais
- Melhor goleiro do Campeonato Mundial de Futebol de Areia de 2001